# The Pact
Série
The Pact 2 (en)
(2014)
Pour plus de détails, voir Fiche technique et Distribution.
The Pact (titre québécois : Le Pacte) est un film d'horreur américain réalisé par Nicholas McCarthy, sorti en 2012. Écrit par Nicholas McCarthy, le film a été produit par Ross M. Dinerstein, tournée en anglais à San Pedro en Californie aux États-Unis et diffusé le 20 janvier 2012 au Festival du film de Sundance 2012, puis en France le 4 février 2015 en DVD.

## Synopsis
À San Pedro, en Californie, Nicole Barlow (Agnes Bruckner) est dans la maison de Judith « Judy » sa mère qui est morte récemment. Elle téléphone à sa sœur Annie (Caity Lotz) pour essayer de la convaincre de venir à l'enterrement de leur mère, elles se disputent. Elle appelle en vidéo sur son ordinateur portable sa cousine Liz (Kathleen Rose Perkins) à qui elle a confié sa fille Eva à garder. La liaison est mauvaise. Eva dit à sa mère qu'elle l'entend, mais n'a pas d'image. Nicole se déplace avec l'ordinateur dans la maison pour essayer d'améliorer la liaison vidéo. Dans la cuisine, Eva lui dit qu'elle la voit, et lui demande qui est la silhouette derrière elle. La liaison vidéo est rompue. Inquiète, Nicole se retourne, la porte du placard derrière elle est ouverte. Elle entre dans le sombre placard et disparaît.
Annie arrive à moto, se gare devant la maison de sa mère et entre. Elle constate que sa sœur Nicole semble ne pas être dans la maison. Elle tente de lui téléphoner sur son téléphone portable. Elle entend la sonnerie du téléphone de Nicole à l'intérieur du placard. Elle ouvre le placard et récupère le téléphone. Puis elle va dans une chambre où elle a entendu un bruit étrange. Une petite boite est renversée sur le sol à côté d'une photo et d'un trousseau de clés.
Cette nuit-là, un cauchemar réveille Annie. Elle se lève car elle a entendu des bruits insolites. Elle découvre la porte du réfrigérateur ouverte et un peu de nourriture sur le sol. Elle se blesse au pied en marchant sur un morceau de verre, issu d'une photo encadrée qui s'est décrochée du mur du couloir, dont le verre s'est brisé en tombant sur le sol. Elle ramasse la photo de sa mère jeune enceinte, et remarque que la photo est pliée en deux. En dépliant la photo, elle découvre sur la partie droite qui était cachée, une jolie femme qu'elle ne connait pas, vêtue d'une robe à fleurs.
Le lendemain, Annie se rend au bâtiment religieux pour voir sa mère dans son cercueil. Annie a une hétérochromie oculaire : l'un de ses iris est bleu alors que l'autre est vert. Quand elle sort dans le couloir sa cousine Liz la rejoint. Elle lui présente Eva qu'elle n'avait jamais vue. Liz et Eva viennent tenir compagnie à Annie dans la maison. Liz remarque la croix verte qu'Annie porte en pendentif. Annie explique à sa cousine que c'est parce que leur mère les a élevées de façon sévère et autoritaire qu'elle est partie à 16 ans et n'a plus voulu la revoir.
La nuit, Annie rêve d'un homme torse nu assis sur un lit, la tête dans les mains, pleurant. Son téléphone portable s'allume et indique une adresse sur la carte : 5550 Grosvenor boulevard. Liz est réveillée par un bruit, elle se lève, puis se recouche en laissant la porte de la chambre ouverte. Elle se réveille à nouveau et aperçoit une silhouette d'homme dans un coin de la chambre. Annie qui dort sur le canapé est réveillée par un bruit, elle se lève. Elle entrevoit une silhouette passer dans le couloir. Les lampes se mettent à clignoter. Elle va dans la cuisine et prend dans un tiroir un grand couteau de cuisine. Elle allume la lumière de la chambre dans laquelle dormait Liz et constate qu'elle n'y est plus. Elle est attaquée par une présence invisible qui la jette violemment contre les murs. Elle sabre l'air à coup de couteau en vain pour se défendre contre cette force invisible. Elle sort de la maison pour partir à moto, mais elle entend les pleurs d'Eva dans la maison. Elle rentre dans la maison pour aller chercher Eva. Le couteau se plante dans un mur du couloir. Eva est recroquevillée de terreur sur son lit, Annie la prend dans ses bras et elles s’échappent de la maison.
Elles trouvent refuge au bureau de police. Les policiers ne croient pas à l'histoire d'Annie et pensent qu'elle est folle. Elle est le suspect principal pour les disparitions de Nicole et Liz. Le policier Bill Creek (Casper Van Dien) veut bien essayer de l'aider à comprendre ce qui s'est passé.
Annie refuse de retourner dans la maison et va dormir dans un motel. Cette nuit, son téléphone portable s'allume et indique la même adresse sur la carte. Son bruit réveille Annie qui consulte la photographie du lieu. C'est un parc avec un banc à côté duquel semble se tenir une femme dont l'image est floue. Le lendemain sur internet avec l'ordinateur portable elle regarde la photo de l'adresse indiquée. Même avec le zoom, l'image de la femme est toujours aussi floue, comme une dame blanche. En changeant d'angle de vue, il semble que la femme vêtue d'une robe à fleurs désigne quelque chose du doigt avec sa main gauche.
Cette nuit le cauchemar d'Annie recommence : dans une chambre d'hôtel voisine, elle revoit l'homme torse nu assis sur un lit, la tête dans les mains, pleurant. Puis de retour dans sa chambre d'hôtel les lampes se mettent à clignoter et elle voit une femme décapitée dans une robe à fleurs couchée sur son lit. Annie bondit pour s'enfuir de la chambre mais la porte se referme. Elle se réveille de ce cauchemar paniquée.
En regardant le plan de la maison de sa mère, Annie remarque qu'il y a une pièce dont elle ignore l'existence. Accompagnée de Bill Creek, elle retourne à la maison. Elle réalise que le couteau est planté dans le mur au niveau de la porte d'entrée de la pièce secrète. Elle arrache la plaque de plâtre qui cachait la porte d'entrée de la pièce condamnée. La porte est verrouillée. Annie va chercher le trousseau de clés qui était tombé de la boite. Une des clés déverrouille la porte. La pièce est obscure et quasiment vide. Elle constate que les murs de la pièce sont percés de petits trous à hauteur d'yeux. Ils permettent d'observer ce qui se passe dans presque toutes les pièces de la maison. Annie est persuadée que c'est le fantôme de sa mère qui lui envoie tous ces indices. Creek dit qu'il va prendre des photos de l'intérieur de la maison.
Annie se rend chez Giles (Samuel Ball) chez qui règne une musique assourdissante. Elle demande à rencontrer sa sœur Stevie, avec qui elle était au lycée. Elle sollicite son aide de médium. Giles protège Stevie avec beaucoup d'attention. Tous les trois entrent dans la maison. Stevie ressent la présence d'une femme. Elle révèle que c'est elle qui fait clignoter les lampes car elle absorbe toute l'électricité. Devant le placard qui sert de penderie, Annie explique que c'est l'endroit où elle (ou sa sœur) était enfermée par sa mère quand elle la punissait. Dans la pièce cachée, Stevie ressent une deuxième présence et a une crise d'hystérie. Elle s'écroule sur le parquet et est attirée sous le cadre métallique du lit, en répétant « Judas ». Ils voient une femme vêtue d'une robe à fleurs flotter au-dessus d'eux. Annie reconnait la femme de la photo et comprend que c’est son fantôme, et pas celui de sa mère qui hante la maison. Ils se précipitent hors de la maison. Annie presse de questions Stevie, qui est encore en crise, et ne peut pas donner de réponse cohérente. Giles la met dans la voiture et ils partent.
Dans sa chambre de motel, Annie fait des recherches sur internet au sujet de Judas. Elle découvre que c'est le surnom que s'était donné un tueur en série sur la côte ouest, qui a fait au moins 7 victimes de 1975 à 1989, dont la dernière à San Pedro, une enseignante : Jennifer Glick. Elle a été découverte décapitée le 11 octobre 1989. Annie reconnait sur les photos le fantôme de la femme qui hante la maison de sa mère, et surtout la robe à fleurs qu'elle porte.
Bill Creek observe les impressions des photos qu'il a prises à l'intérieur de la maison. L'une d'elles est floue et il y remarque un halo. Sur la photo d'origine à l'écran de l'ordinateur, il voit que ce halo a la forme d'une main pointant du doigt quelque chose dans la maison.
Annie se rend à l'adresse indiquée sur son téléphone portable. Elle reconnait le lieu où a été prise la photo pliée en deux, sur laquelle sa mère est enceinte. Elle découvre que la dame blanche (le fantôme de Jennifer) montre du doigt le bâtiment religieux.
Bill Creek entre dans la maison et se rend dans la pièce où l'apparition est sur la photo. La main pointant du doigt est invisible à l’œil nu. Elle n'apparait qu'à travers l'objectif de l'appareil photo. Le doigt désigne la porte du placard. Il ouvre la porte du placard, allume la lumière intérieure qui clignote et s'éteint. Il pose l'appareil photo sur le plancher et commence à inspecter l'intérieur du placard. À travers l'objectif de l'appareil photo, nous voyons marcher une silhouette.
Annie entre dans le bâtiment religieux. Sur les panneaux d'affichage à l'intérieur, elle reconnait sur une photo sa mère à côté de Jennifer. Jennifer porte en pendentif la croix verte qu'Annie porte aujourd'hui. Sur cette photo figure aussi un certain Charles Barlow.
Creek inspecte une des chambres, la lumière du couloir se met à clignoter. Il est poignardé par surprise à la gorge et meurt. Annie se rend à l'état civil. L'employé lui apprend que Charles est le frère ainé de sa mère. Elle découvre donc l'existence de cet oncle qu'elle n'a jamais connu.
Annie téléphone à Stevie qui lui conseille d'entrer en contact avec le fantôme puisqu'elle possède la croix verte qui appartenait à Jennifer. Annie s'installe dans la pièce secrète et trace sur le parquet un Ouija pour contacter le fantôme. Celui-ci lui confirme qu'il est bien celui de Jennifer Glick, ainsi que ce qu'elle soupçonnait : Judas est son oncle, et ce qui était annoncé dans la presse : que c'est lui qui l'a assassinée. Le fantôme est en train d'indiquer où trouver Judas, quand Annie voit une partie des lattes du parquet se soulever. Elle se cache derrière un rideau. Judas déplace le cadre métallique du lit et émerge du sous-sol par la trappe secrète. Annie comprend qu'il vit caché sous la pièce depuis des années. Judas ne la voit pas, il démonte une des étagères et fait coulisser une trappe qui lui donne accès au placard, il s'y faufile et sort de la pièce. Annie regarde par les trous dans les murs. Elle voit Judas ouvrir le réfrigérateur et manger. Elle descend par la trappe et découvre horrifiée le cadavre de Creek allongé sur le sol à côté de l'escalier. Annie prend le pistolet de Creek. Puis en ressortant elle aperçoit la tête de Nicole suspendu de l'autre côté de l'escalier.
Annie sort du sous-sol. À travers un des trous dans les murs, elle voit son oncle dans une chambre assis sur le lit, la tête dans les mains, comme dans ses cauchemars. Elle fait tomber le chargeur du pistolet sur le sol, ce bruit alerte Judas. Elle se cache derrière le rideau. Il se faufile par la trappe du placard dans la pièce, elle tente de lui tirer dessus, mais il l’assomme avec la planche de l'étagère. Annie se réveille enfermée dans le placard, les poignets ligotés et les cheveux attachés à un tuyau. Elle décroche un cintre qu'elle déforme pour s'en faire une arme et ouvre la porte du placard. Judas s'approche avec son couteau, il la blesse, mais elle parvient à lui enfoncer le crochet du cintre dans le flanc, il lâche son couteau. Elle récupère le couteau et tranche ses cheveux pendant qu'il arrache le crochet de son flanc. Le fantôme tire Annie à travers la trappe dans la pièce secrète. Elle ramasse le pistolet qui est resté sur le sol. Judas la pourchasse en se faufilant par la trappe. Elle lui tire au milieu du front. Les portes s'ouvrent, le fantôme quitte la maison.
Annie constate que son oncle a aussi une hétérochromie oculaire. Elle vend la maison de sa mère et retourne vivre heureuse chez elle avec Eva dont elle a obtenu la garde. Les travaux de rénovation ont commencé dans la maison, à travers un trou de la pièce secrète, un œil s’ouvre et regarde.

## Fiche technique
- Titre original anglais : The Pact
- Titre québécois : Le Pacte
- Réalisation : Nicholas McCarthy
- Scénario : Nicholas McCarthy
- Photographie : Bridger Nielson
- Musique : Ronen Landa
- Montage : Adriaan van Zyl
- Directeurs des rôles : Lindsey Hayes Kroeger
- Décors : Sandy Hubshman
- Costumes : Azalia Snail
- Producteur : Ross M. Dinerstein
- Société de production : Preferred Content
- Société de distribution : Entertainment One, IFC Midnight (en) et ContentFilm International
- Genre : horreur, épouvante, thriller
- Format : Couleurs - 1,85:1 - 35 mm - son Dolby
- Pays d'origine :  États-Unis
- Langue : Anglais
- Budget : 400 000 $US[8]
- Durée : 89 minutes
- Dates de sortie : 
  -  États-Unis : 20 janvier 2012 (Festival du film de Sundance 2012)
  -  Royaume-Uni The Pact : 8 juin 2012
  -  Irlande The Pact : 8 juin 2012
  -  Canada The Pact : 27 juin 2012  (Toronto After Dark Film Festival)
  -  Turquie Ruh : 7 septembre 2012
  -  France Le Pacte : 16 septembre 2012  (Festival Européen du Film Fantastique de Strasbourg)
  -  Grèce EI symfonia : 22 septembre 2012  (Athens Film Festival)
  -  Espagne El pacto : 8 octobre 2012  (Sitges - Festival Internacional De Cinema Fantastic De Catalunya)
  -  Pologne Nadprzyrodzony pakt : 15 avril 2013  (Off Plus Camera)
  -  Hongrie Az egyezség : 23 aout 2013  (TV premiere)
  -  Pérou Almas que penan : 5 septembre 2013
  -  Mexique El pacto : 25 octobre 2013
  -  Argentine El Pacto : 12 juin 2012

## Distribution
- Caity Lotz : Annie Barlow
- Casper Van Dien : Bill Creek, le policier
- Agnes Bruckner : Nicole Barlow, sœur d’Annie
- Kathleen Rose Perkins : Liz, cousine d'Annie
- Samuel Ball : Giles, frère de Stevie
- Santiago Segura : le plongeur
- Haley Hudson (en) : Stevie, médium
- Bo Barrett (en) : Jesse
- Mark Steger : Charles Barlow « Judas », oncle d’Annie, tueurs en série
- Dakota Bright : Eva, fille de Nicole
- Jeffrey T Ferguson : l'officier Benson
- Rachael Kahne : la serveuse
- Sam Zuckerman : le greffier du comté

## Musique
Sauf indication contraire, les informations mentionnées dans cette section peuvent être confirmées par le générique de fin de l'œuvre audiovisuelle présentée ici, ainsi que par la base de données cinématographiques IMDb,  présente dans la section « Liens externes ».
- Periwinkle par Saturna.
- Seven Sisters par Sarah Lee Guthrie & Johnny Irion de 2011.
- The Judas Song par Haley Hudson (en).
- Adrenalinn par Das Jim.
- Strawberry Blonde par Jules et Jim (en).
- We Wish You a Merry Christmas.
- Deck the Halls.

## Accueil

### Accueil critique
La review aggregator Rotten Tomatoes rapporte que 66 % des 41 critiques interrogés ont donné au film une critique positive; la note moyenne est de 5,7 / 10. Metacritic l'a classé à 54/100 sur la base de dix commentaires. Alan Bacchus du DailyFilm dit que le film était « intelligent, bien écrit et véritablement effrayant » et a donné au film une note « bien » : trois sur quatre étoiles.

## Distinctions

### Nominations
Nicholas McCarthy a reçu 5 nominations : 
- Festival international du film fantastique de Gérardmer 2013 (édition no 20)
  - "Longs métrages - Hors-compétition"
- Festival Européen du Film Fantastique de Strasbourg 2012 (édition no 5)
  - Octopus d'or
  - Prix du public
  - Méliès d'Argent
  - Mention spéciale du jury

## Autour du film

### Suite
Une suite intitulée The Pact 2 (en) a été diffusée en VOD en septembre 2014. Le film voit le retour de Lotz, Steger, et Hudson pour effectuer leurs mêmes rôles et l’actrice Camilla Luddington de  True Blood  est revenu effectuer le rôle principal de Juin Abbott. McCarthy n'a pas été repris pour diriger le film, qui a été remplacé en écriture et réalisation par Dallas Hallam et Patrick Horvath.